# Lijst van afleveringen van Boy Meets World
Dit is een lijst met afleveringen van de Amerikaanse televisieserie Boy Meets World. De serie telt 7 seizoenen. Een overzicht van alle afleveringen is hieronder te vinden.

## Seizoen 1
| Nr. | Titel aflevering               | Uitzenddatum VS   |
| --- | ------------------------------ | ----------------- |
| 1   | Pilot                          | 24 september 1993 |
| 2   | On the Fence                   | 1 oktober 1993    |
| 3   | Father Knows Less              | 8 oktober 1993    |
| 4   | Cory's Alternative Friends     | 15 oktober 1993   |
| 5   | Killer Bee                     | 22 oktober 1993   |
| 6   | Boys II Mensa                  | 29 oktober 1993   |
| 7   | Grandma Was a Rolling Stone    | 12 november 1993  |
| 8   | Teacher's Bet                  | 19 november 1993  |
| 9   | Class Pre-Union                | 26 november 1993  |
| 10  | Santa's Little Helper          | 10 december 1993  |
| 11  | The Father/Son Game            | 17 december 1993  |
| 12  | Once in Love with Amy          | 7 januari 1994    |
| 13  | She Loves Me, She Loves Me Not | 14 januari 1994   |
| 14  | The B-Team of Life             | 28 januari 1994   |
| 15  | Model Family                   | 4 februari 1994   |
| 16  | Risky Business                 | 11 februari 1994  |
| 17  | The Fugitive                   | 25 februari 1994  |
| 18  | It's a Wonderful Night         | 11 maart 1994     |
| 19  | Kid Gloves                     | 25 maart 1994     |
| 20  | The Play's the Thing           | 29 april 1994     |
| 21  | Boy Meets Girl                 | 6 mei 1994        |
| 22  | I Dream of Feeny               | 13 mei 1994       |

## Seizoen 2
| Nr. | Titel aflevering                         | Uitzenddatum VS   |
| --- | ---------------------------------------- | ----------------- |
| 1   | Back 2 School                            | 23 september 1994 |
| 2   | Pairing Off                              | 30 september 1994 |
| 3   | Notorious                                | 7 oktober 1994    |
| 4   | Me and Mr. Joad                          | 14 oktober 1994   |
| 5   | The Uninvited                            | 21 oktober 1994   |
| 6   | Who's Afraid of Cory Wolf?               | 28 oktober 1994   |
| 7   | Wake Up, Little Cory                     | 4 november 1994   |
| 8   | Band on the Run                          | 11 november 1994  |
| 9   | Fear Strikes Out                         | 18 november 1994  |
| 10  | Sister Theresa                           | 25 november 1994  |
| 11  | The Beard                                | 9 december 1994   |
| 12  | Turnaround                               | 16 december 1994  |
| 13  | Cyrano                                   | 6 januari 1995    |
| 14  | I Am Not a Crook                         | 13 januari 1995   |
| 15  | Breaking Up Is Really, Really Hard to Do | 27 januari 1995   |
| 16  | Danger Boy                               | 3 februari 1995   |
| 17  | On the Air                               | 10 februari 1995  |
| 18  | By Hook or by Crook                      | 17 februari 1995  |
| 19  | Wrong Side of the Tracks                 | 24 februari 1995  |
| 20  | Pop Quiz                                 | 10 maart 1995     |
| 21  | The Thrilla' in Phila                    | 5 mei 1995        |
| 22  | Career Day                               | 12 mei 1995       |
| 23  | Home                                     | 19 mei 1995       |

## Seizoen 3
| Nr. | Titel aflevering                   | Uitzenddatum VS   |
| --- | ---------------------------------- | ----------------- |
| 1   | My Best Friend's Girl              | 22 september 1995 |
| 2   | The Double Lie                     | 29 september 1995 |
| 3   | What I Meant to Say                | 13 oktober 1995   |
| 4   | He Said, She Said                  | 20 oktober 1995   |
| 5   | Hometown Hero                      | 27 oktober 1995   |
| 6   | This Little Piggy                  | 3 november 1995   |
| 7   | Truth and Consequences             | 10 november 1995  |
| 8   | Rave On                            | 17 november 1995  |
| 9   | The Last Temptation of Cory        | 1 december 1995   |
| 10  | Train of Fools                     | 15 december 1995  |
| 11  | City Slackers                      | 5 januari 1996    |
| 12  | The Grass Is Always Greener        | 12 januari 1996   |
| 13  | New Friends and Old                | 19 januari 1996   |
| 14  | A Kiss Is More Than a Kiss         | 26 januari 1996   |
| 15  | The Heart Is a Lonely Hunter       | 2 februari 1996   |
| 16  | Stormy Weather                     | 9 februari 1996   |
| 17  | The Pink Flamingo Kid              | 16 februari 1996  |
| 18  | Life Lessons                       | 23 februari 1996  |
| 19  | I Was a Teenage Spy                | 26 april 1996     |
| 20  | I Never Sang for My Legal Guardian | 3 mei 1996        |
| 21  | The Happiest Show on Earth         | 10 mei 1996       |
| 22  | Brother Brother                    | 17 mei 1996       |

## Seizoen 4
| Nr. | Titel aflevering                           | Uitzenddatum VS   |
| --- | ------------------------------------------ | ----------------- |
| 1   | You Can Go Home Again                      | 20 september 1996 |
| 2   | Hair Today, Goon Tomorrow                  | 27 september 1996 |
| 3   | I Ain't Gonna Spray Lettuce No More        | 4 oktober 1996    |
| 4   | Fishing for Virna                          | 11 oktober 1996   |
| 5   | Shallow Boy                                | 18 oktober 1996   |
| 6   | Janitor Dad                                | 25 oktober 1996   |
| 7   | Singled Out                                | 1 november 1996   |
| 8   | Dangerous Secret                           | 8 november 1996   |
| 9   | Sixteen Candles and Four-Hundred-Pound Men | 15 november 1996  |
| 10  | Turkey Day                                 | 22 november 1996  |
| 11  | An Affair to Forget                        | 29 november 1996  |
| 12  | Easy Street                                | 13 december 1996  |
| 13  | B & B's B'n B                              | 10 januari 1997   |
| 14  | Wheels                                     | 17 januari 1997   |
| 15  | Chick Like Me                              | 31 januari 1997   |
| 16  | A Long Walk to Pittsburgh: Part 1          | 7 februari 1997   |
| 17  | A Long Walk to Pittsburgh: Part 2          | 14 februari 1997  |
| 18  | Uncle Daddy                                | 28 februari 1997  |
| 19  | Quiz Show                                  | 21 maart 1997     |
| 20  | Security Guy                               | 4 april 1997      |
| 21  | Cult Fiction                               | 25 april 1997     |
| 22  | Learning to Fly                            | 2 mei 1997        |

## Seizoen 5
| Nr. | Titel aflevering                              | Uitzenddatum VS  |
| --- | --------------------------------------------- | ---------------- |
| 1   | Brothers                                      | 3 oktober 1997   |
| 2   | Boy Meets Real World                          | 10 oktober 1997  |
| 3   | It's Not You... It's Me                       | 17 oktober 1997  |
| 4   | Fraternity Row                                | 24 oktober 1997  |
| 5   | The Witches of Pennbrook                      | 31 oktober 1997  |
| 6   | No Guts, No Cory                              | 7 november 1997  |
| 7   | I Love You, Donna Karan: Part 1               | 14 november 1997 |
| 8   | Chasing Angela: Part 2                        | 14 november 1997 |
| 9   | How to Succeed in Business                    | 28 november 1997 |
| 10  | Last Tango in Philly                          | 5 december 1997  |
| 11  | A Very Topanga Christmas                      | 19 december 1997 |
| 12  | Raging Cory                                   | 9 januari 1998   |
| 13  | The Eskimo                                    | 16 januari 1998  |
| 14  | Heartbreak Cory                               | 6 februari 1998  |
| 15  | First Girlfriends' Club                       | 13 februari 1998 |
| 16  | Torn between Two Lovers (Feeling Like a Fool) | 27 februari 1998 |
| 17  | And Then There Was Shawn                      | 27 februari 1998 |
| 18  | If You Can't Be with the One You Love...      | 6 maart 1998     |
| 19  | Eric Hollywood                                | 20 maart 1998    |
| 20  | Starry Night                                  | 3 april 1998     |
| 21  | Honesty Night                                 | 24 april 1998    |
| 22  | Prom-ises, Prom-ises                          | 1 mei 1998       |
| 23  | Things Change                                 | 8 mei 1998       |
| 24  | Graduation                                    | 15 mei 1998      |

## Seizoen 6
| Nr. | Titel aflevering                           | Uitzenddatum VS   |
| --- | ------------------------------------------ | ----------------- |
| 1   | His Answer: Part 1                         | 25 september 1998 |
| 2   | Her Answer: Part 2                         | 2 oktober 1998    |
| 3   | Ain't College Great?                       | 9 oktober 1998    |
| 4   | Friendly Persuasion                        | 16 oktober 1998   |
| 5   | Better Than Average Cory                   | 23 oktober 1998   |
| 6   | Hogs and Kisses                            | 30 oktober 1998   |
| 7   | Everybody Loves Stuart                     | 6 november 1998   |
| 8   | You're Married You're Dead                 | 13 november 1998  |
| 9   | Poetic License: An Ode to Holden Caulfield | 20 november 1998  |
| 10  | And in Case I Don't See Ya                 | 4 december 1998   |
| 11  | Santa's Little Helpers                     | 11 december 1998  |
| 12  | Cutting the Cord                           | 8 januari 1999    |
| 13  | We'll Have a Good Time Then                | 22 januari 1999   |
| 14  | Getting Hitched                            | 29 januari 1999   |
| 15  | Road Trip                                  | 5 februari 1999   |
| 16  | My Baby Valentine                          | 12 februari 1999  |
| 17  | Resurrection                               | 19 februari 1999  |
| 18  | Can I Help to Cheer You?                   | 12 maart 1999     |
| 19  | Bee True                                   | 9 april 1999      |
| 20  | The Truth About Honesty                    | 30 april 1999     |
| 21  | The Psychotic Episode                      | 7 mei 1999        |
| 22  | State of the Unions                        | 14 mei 1999       |

## Seizoen 7
| Nr. | Titel aflevering (juiste volgorde)         | Uitzenddatum VS   |
| --- | ------------------------------------------ | ----------------- |
| 1   | Show Me the Love                           | 24 september 1999 |
| 2   | For Love and Apartments                    | 1 oktober 1999    |
| 3   | Angela's Men                               | 8 oktober 1999    |
| 4   | No Such Thing as a Sure Thing              | 15 oktober 1999   |
| 5   | You Light Up My Union                      | 22 oktober 1999   |
| 6   | They're Killing Us                         | 29 oktober 1999   |
| 7   | It's About Time                            | 5 november 1999   |
| 8   | The Honeymooners                           | 12 november 1999  |
| 9   | The Honeymoon Is Over                      | 19 november 1999  |
| 10  | Pickett Fences                             | 26 november 1999  |
| 11  | What a Drag!                               | 3 december 1999   |
| 12  | Family Trees                               | 17 december 1999  |
| 13  | The Provider                               | 7 januari 2000    |
| 14  | I'm Gonna Be Like You, Dad                 | 28 januari 2000   |
| 15  | The War                                    | 11 februari 2000  |
| 16  | The Peace(AKA Seven the Hard Way)          | 11 februari 2000  |
| 17  | She's Having My Baby Back Ribs             | 3 maart 2000      |
| 18  | How Cory and Topanga Got Their Groove Back | 17 maart 2000     |
| 19  | Brotherly Shove                            | 31 maart 2000     |
| 20  | As Time Goes By                            | 7 april 2000      |
| 21  | Angela's Ashes                             | 28 april 2000     |
| 22  | Brave New World: Part 1                    | 5 mei 2000        |
| 23  | Brave New World: Part 2                    | 5 mei 2000        |